# Битка при Трафалгар
Битката при Трафалгар е историческа морска битка, проведена на 21 октомври 1805 г. до нос Трафалгар, в близост до Кадис, Южна Испания. Двете страни на конфликта са кралският военноморски флот на Великобритания и обединената френско – испанска флота. Британският флот се намира под командването на вицеадмирал лорд Хорацио Нелсън. Главнокомандващ обединения флот е французинът адмирал Пиер-Шарл Вилньов, а негов заместник е испанският адмирал Фредерико Гравина. Битката при Трафалгар завършва с победа на британците и с утвърждаването им като първа морска сила.

## Предистория
В началото на 19 век, борбата на Англия и Франция за европейско и колониално господство води до изостряне в отношенията им. На 18 май 1803 г., под предлог отказът на французите да се оттеглят от Холандия, Англия обявява война на Франция. В конфликта, на страната на французите се включва Испания. Англия влиза в състава на Третата антифренска коалиция и налага военноморска блокада над противника. Провъзгласеният на 18 май 1804 за император – Наполеон Бонапарт, подготвя нападение над Британските острови, съсредоточавайки 90-хилядната френска армия – „Armée des côtes de l'Océan“, в лагери край градовете Булон сюр Мер, Брюж и Монтрьой. Ключов момент за транспортирането ѝ на британска земя е доминирането на френския флот над Ламанша.
Постоянното присъствие на британската флота обаче прави невъзможно обединяването на разположените край Тулон, Средиземно море, кораби с тези, разположени край Брест, Атлантически океан. Една британска ескадра под командването на вицеадмирал лорд Хорацио Нелсън, капитан на флагманския кралски кораб „Виктъри“, от 18 месеца е блокирал в Тулон корабите на адмирал Пиер Вилньов. Корабите на адмирал Антоан Гантом край Брест са под блокадата на вицеадмирал Кътбърт Колингууд. Флотата на съюзника Испания се намира край Кадис и Ферол.

### План на Наполеон
За обединяването на имперската флота, Наполеон съставя на пръв поглед осъществим план – френските кораби от Тулон и испанските от Кадис да преодолеят британската блокада и да се отправят към Западните Индии. Там обединявайки силите си, да поемат обратно към Брест, където съвместно с 21 кораба на адмирал Гантом, да разбият блокадата над Ламанша. С отстраняването на британците от протока, Наполеон ще осигури безопасно преминаване на шлеповете с войска, при инвазията на британския бряг през пролива Дувър.

### Осъществяване на плана
Адмирал Вилньов отплава от Средиземноморието на 29 март 1805 г. Бурното море му помага да избегне заложеният от вицеадмирал Хорацио Нелсън капан. На 8 април преминава Гибралтарският проток, а на 12-и достига със своите 11 кораба, шест фрегати и два брига до Антилите. Там към него се присъединяват местните френски и 6-те испански кораба, тръгнали от Кадис. Вилньов отплава обратно за Европа на 11 юли, 4 дни след като разбира, че Нелсън е поел курс към Карибите.
Забавянето на британския адмирал във водите на Западните Индии е основа в плана на Наполеон. Британците притежават едно опитно и добре обучено звено военноморски офицери. Обратно, по-голяма част от най-добрите служители във френския флот са освободени от служба по време на Великата френска революция. Синхронът между французи и испанци също не е безупречен. Забавянето на Нелсън ще позволи на Вилньов и Гантом лесно да победят защитата над Ламанша, отваряйки морския път към британските острови.

### Провал на плана
На 9 юли Вилньов достига до нос Финистер, а на 22 юли и до Бискайския залив. Междувременно в залива са разположени корабите на вицеадмирал Робърт Калдер. Разбирайки за идването на французите, на 19 юли Калдер сваля блокадите над пристанищата Рошфор и Ферол и поема курс към противника. В последвалата на 23 юли морска битка, влязла в историята с името „Битката при нос Финистер“, 15-те кораба и 2-те фрегати на Калдер удържат победа над 20-те кораба (6 испански и 14 френски), 7-те фрегати и двата брига на Вилньов, успявайки дори да пленят два от испанските кораби. Вилньов прекъсва похода към Брест и на 11 август обръща към Кадис. Плануваното обединяване на Вилньов с Гантом пропада, а от там и така желания военноморски контрол над Ламанша. След битката при нос Финистер Вилньов поема курс за Кадис, а не както е заповядал Наполеон – към Брест. Съществува и риск от сблъсък с Нелсън, който досещайки се за намеренията на французите, отдавна е напуснал Западните Индии. Същевременно, на 27 август Наполеон дава начало на Улмската кампания вследствие на сключването на съюз между Австрия, Русия и Великобритания, изпращайки своята Велика армия (образувана след разформироването на „Armée des côtes de l'Océan“) на изток срещу Австрия и Русия. Планът за обединяване на флота с последваща инвазия над Британските острови е изоставен.

## История
В началото на септември Наполеон нарежда обединената флота да напусне пристанището в Кадис и, включвайки нови седем испански кораба, да поеме курс към Неапол (по това време присъединен към територията на Франция и под обсада). Вилньов не се подчинява на нареждането – поведението му силно разтревожило Наполеон.
На 18 септември Вилньов получава писмо от адмирал Декре (командир на френски флот в Средиземно море), че ще бъде заменен като командващ, а неговият заместник вече се намира в Мадрид. По същото време получава информация, че шест британски кораба (ескадра на адмирал Луис) се намират в Гибралтарския проток. Ужасен от перспективата да бъде посрамен пред флота и преди новият командващ да пристигне в Кадис, на 19 септември Вилньов напуска пристанището в посока Гибралтар. Неблагоприятните ветрове и лошата навигация го забавят до обяд на другия ден, проваляйки опита му да премине незабелязано британската блокада. Маневрите са наблюдавани от фрегатата „Сириус“, а адмирал Нелсън е своевременно уведомен. През нощта, подготвяйки се за предстоящия бой, обединената флота са нарежда в една линия.
На 21 октомври преследващият ги Нелсън е забелязан от северозапад. Вилньов отново нарежда формация в три колони, но скоро променя решението си и избира формация в един ред. Резултатът е разтегната и неравномерно подредена флота, разгърната в полумесец в продължение на километри, от нос Роче на север, до нос Трафалгар на юг. Флотата на Нелсън е разделена на две успоредни, перпендикулярни на вятъра колони (ескадри), първата начело с „Виктъри“ и втората начело с „Роял Соверейн“. Плавайки право напред, ескадрите ще прекъснат на две места обединения флот, създавайки смут и объркване. До 11 ч. целият британски кралски флот е в полезрението на Вилньов. В 11:45, Нелсън изпраща флаговия сигнал „Англия очаква всеки да изпълни дълга си“. Битката е започнала.

## Флот
Списък на корабите участвали в битката вижте тук.

### Британски кралски военноморски флот
Британският военноморски флот наброява 27 линейни кораба, 2148 оръдия и екипаж от 17 000 души, под командването на вицеадмирал лорд Нелсън, капитан на флагмана „Виктори“ и неговия заместник – вицеадмирал Кътбърт Колингууд, капитан на „Роял Соверейн“. Първоначално Нелсън разполага с по-голям флот, но на 2 октомври той изпраща шест кораба (след които 98-оръдейният „Куийн“ и 74-оръдейният „Спенсър“) в протока Гибралтар, под командването на адмирал Томас Луис, а на 13 октомври, 98-оръдейният „Уелски принц“ отпътува обратно за Англия. 64-оръдейната „Африка“ се присъединява към флота на по-късен етап, поради което нейният капитан Хенри Дигби не е запознат с плана на Нелсън. „Африка“ напада врага самостоятелно от север. Флотът включва още четири фрегати, шхуна и капер. Те са твърде малки за да вземат пряко участие в боя, но подпомагат координацията между корабите. В по-късните етапи на битката, участват при спасяването на екипажи.

### Обединен френско-испански флот
Обединеният френско-испански флот се състои от 33 кораба (18 френски и 15 испански), общо 2568 оръдия и 20 000 души екипаж. Главнокомандващ обединения флот е французинът адмирал Пиер Вилньов, командир на 84-оръдейния „Бюсентор“. Негов заместник е испанският адмирал Фредерико Гравина, командир на флагмана „Принсипе де Астуриас“.
Подобно на британския и обединеният флот разполага с няколко по-малки кораби, всичките френски, които не вземат пряко участие в битката. Въпреки че британският флот е с 6 кораба, 420 оръдия и 3000 души по-малко, той превъзхожда обединения флот по маневреност, такт и стрелба. Британците са силно мотивирани и отлично подготвени. Противоположно на тях много от служители във френския флот са неопитни, а испанците са попълнили набързо екипажите си след епидемията от жълта треска в Андалусия. Съпоставянето в състоянието на линейните кораби също е в полза на британците. Техният флот е по-модерен в сравнение например с испанския, който с години не е подменян.

## Битката
На 21 октомври 1805 г., около 2 минути преди 12 часа на обяд, 74-оръдейният френски военен платноход „Фугюйо“ дава първия изстрел в битката. В съответствие с плана на Нелсън, британците организирани в две успоредни ескадри прекъсват почти под прав ъгъл на две места линията на противника.
Колингууд пръв пресича линията и напада 112-оръдейната „Санта Ана“ с такава бързина и прецизност, че испанският кораб е напът да потъне. Намиращите се в близост „Фугюйо“, „Индомтабл“, „Сан Леандро“ и „Сан Хусто“ на свой ред атакуват от всички страни 100-оръдейният „Роял Соверейн“ и силно го повреждат. Вторият кораб от ескадрата на Колингууд – „Белайл“, в продължение на 45 мин. се намира под обстрела на „Егл“, „Ахил“, „Нептун“ (фр.) и „Фугюйо“. „Белайл“ получава множество повреди, губи бизанмачтата си и не може да маневрира.
Пристигането на ескадрила британски кораби спасяват Роял „Соверейн“ и „Белайл“ от пълно унищожение.
Нелсън се насочва към най-големия в света дотогава кораб, 130-оръдейният испански „Сантисима Тринидад“ и френския 80-оръдеен „Бюсентор“. Въпреки че 40 мин. е под обстрела на „Ерос“, „Сантисима Тринидад“, „Редутабл“ и „Нептун“ (фр.), 100-оръдейната „Виктъри“ минава зад кораба на Вилньов, стреля от упор и отнася кърмата на „Бюсентор“. 98-оръдейният британски кораб „Темерер“ се озовава от другата страна на „Бюсентор“ и предприемайки масивна стрелба, избива почти всички френски войници, готвещи се за абордаж на „Виктъри“. Към тях се присъединяват 98-оръдейният „Нептун“ (брит.) и 74-оръдейният „Конкърър“. След десетминутна офанзива и непрекъсната стрелба, оръдейните палуби на „Бюсентор“ са сериозно засегнати, 1/4 (около 200 души) от френския екипаж са убити или осакатени.
На помощ на адмирал Вилньов се отзовава Жан-Жак-Етиен Люк, капитан на 74-оръдейния двупалубник „Редутабл“. Той се забива във „Виктъри“, взема го на абордаж, а отрядът френски стрелци обсипва с куршуми британците. По исторически сведения, в 13:15 ч., вицеадмирал лорд Нелсън е улучен. Изстрелът идва от по-малко от 50 метра, като куршумът прониква през лявото му рамо, счупва две ребра, пробива белия дроб, прекъсва белодробната артерия и се забива в гръбначния стълб. Смъртоносно ранен, но до края на битката в съзнание, Нелсън научава за победата на британците. „Слава Богу, аз изпълних дълга си“ – са последните му думи. Малко след това, около 16:30 ч., той умира. Командването на британския военноморски кралски флот е поето от вицеадмирал Кътбърт Колингууд.
Докато французите опитват да се прехвърлят на борда на „Виктъри“, „Темерер“ приближава откъм щирборда на „Редутабл“, открива огън по открития екипаж и причинява смъртта на над двеста френски морски пехотинци. В 13:55ч., раненият Жан-Жак-Етиен Люк е принуден да се предаде. В рамките на два часа от 643 души на борда на „Редутабл“, 300 са убити, а 222 са ранени. На другия ден изпратеният от британците „Суифтшуър“ успява да спаси само 119 души преди кораба да потъне.
Подобна съдба сполетява и други кораби на обединения флот. Отломка ранява в лицето испанския капитан на „Бахама“ Дионисио Алкала Галиано. Малко по-късно залп отнася горната част на черепа му. Седем британски кораба обстрелват 74-оръдейния „Сан Хуан Непомусено“. Неговият командващ – Козме Дамиан Чурука умира от кръвозагуба, след като десният му крак е отнесен от гюле. От гюле е убит и капитанът на „Монтаньес“ – Франциско Алцедо. Испанският адмирал Фредерико Гравина, командир на флагмана „Принсипе де Астуриас“, е сериозно ранен и впоследствие умира от гангрена. Британците пленяват, но след няколко месеца освобождават адмирал Вилньов. На 22 април 1806 г. той е намерен мъртъв в хотел „Hotel de Patrie“ в Рен, с шест рани от хладно оръжие в гърдите. Смъртта му е записана като самоубийство.

## Последствия
В продължилата малко повече от 4 часа битка обединеният френско-испански флот претърпява големи загуби и е напълно разгромен. Битката при Трафалгар прави безсмъртно името на вицеадмирал Хорацио Нелсън, утвърждава за над сто години напред господството на британския флот, разрушава морската мощ на французите и слага край на плановете на Наполеон Бонапарт да завладее Великобритания.
На 9 януари 1806 г. Нелсън е погребан с държавни почести в катедралата „Свети Павел“ в Лондон. В памет на военачалника, между 1840 и 1843 г. на площад Трафалгар е издигнатата „Колоната на Нелсън“ – 46-метров гранитен постамент, върху който е поставена 5,5-метровата му статуя.
Неговият флагман „Виктъри“ все още е на служба като напълно редовен кораб със свой капитан и екипаж. От 1922 г. до днес той се намира на сух док в Портсмът и приема посетители.

## Галерия
- Адмирал Гравина
- „Сантисима Тринидад“
- Флаговият сигнал на Нелсън – „Англия очаква от всеки мъж да изпълни своя дълг“
- Битката при Трафалгар, състояние на флота в 13:00 часа – картина на Никола Покок
- Битката при Трафалгар, състояние на флота в 17:00 часа – картина на Никола Покок
- „Редутабл“ – картина на Август Майер

 Натиснете върху картинката, за да уголемите изображението